# Pronatura Zentrum Eichholz

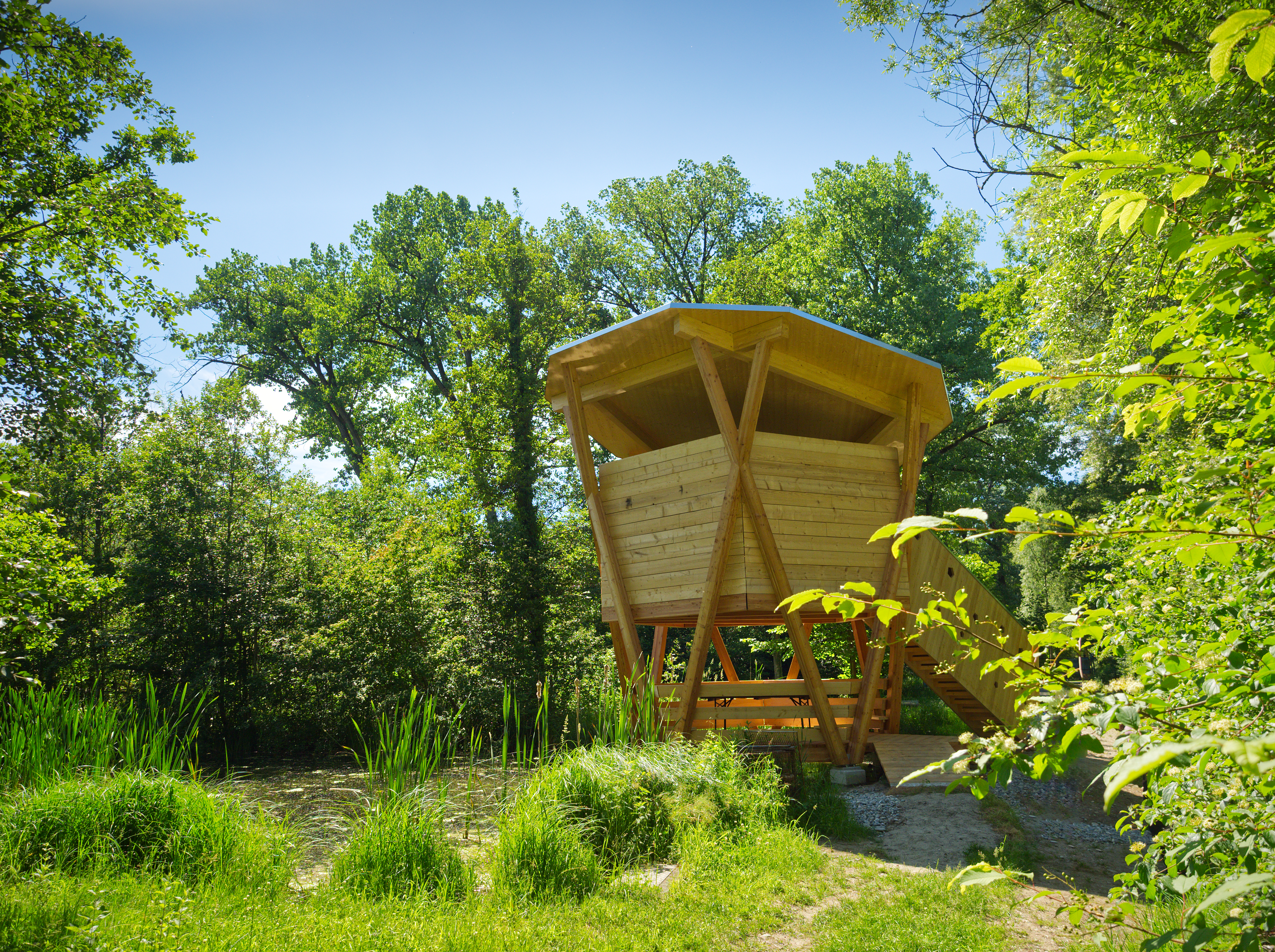
Turm im Reservat Eichholz

Das Pronatura Zentrum Eichholz ist ein Naturzentrum an der Aare in Wabern bei Bern. Im zwei Hektaren grossen Reservat rund um das Zentrum leben rund 50 Vogelarten, zahlreiche Libellen sowie Fischotter, Biber, Reh, Fuchs, Dachs und weitere Säugetiere.

## Geschichte
Das Naherholungsgebiet Eichholz in Wabern hat eine wechselvolle Geschichte hinter sich: Vor der Aare-Korrektion 1825 wurde die ursprüngliche Auenlandschaft regelmässig durch die Aare überschwemmt und es dominierten Feuchtwiesen, Weidengebüsche und Kiesbänke. Um 1920 errichtete die GGB durch Aufschüttungen eine Sport-Anlage auf der 1923 Leichtathleten um den Schweizermeistertitel kämpften. Wegen des sumpfigen Terrains wurde die Anlage bald wieder aufgegeben. In den 40er Jahren wurde die kantonale Fischzucht-Anlage gebaut mit zahlreichen künstlichen Teichen zur Aufzucht von Forellen und Hechten. Nach dem Wegzug der Fischzucht Ende der 70er Jahre setzten sich Anwohner für den Erhalt der Teichlandschaft und die Errichtung eines Natur-Reservats ein. Dieser Plan wurde 1989 in einer Volksabstimmung genehmigt. 
Ein Verein von Naturfreunden übernahm ab 1994 die Pflege des Reservats und konnte so die zunehmende Verbuschung in Grenzen halten. Dank dem Einsatz von zahlreichen Freiwilligen konnten so wertvolle Lebensräume für zahlreiche gefährdete Tier- und Pflanzenarten erhalten werden.
Seither hat sich die Natur die ehemals künstliche Teichlandschaft zurückerobert und es ist eine Oase für Biber, Eisvogel, Azurjungfer und zahlreiche andere Tiere geworden. Mit der Unterstützung von Kanton, Gemeinde Köniz und Sponsoren konnte 2010 das ans Reservat angrenzende Gebäude zu einem Zentrum für die Ökologie des Aareraums umgebaut werden.

## Veranstaltungen
Jährlich finden über hundert Veranstaltungen, Vorträge und Exkursionen statt. Als ausserschulischer Lernort bietet das Zentrum zudem Umweltbildung für Schulklassen sowie die Möglichkeit Naturunterricht hautnah am Original zu erleben. Auch eine naturkundliche Ausstellung zu Themen der Auenlandschaft gehören zum Angebot. Die Ausstellung und das Reservat können während den Öffnungszeiten gegen einen freiwilligen Beitrag besucht werden.